# حزب غد الثورة
حزب غد الثورة أسّسه أيمن نور بعد أن ترك حزب الغد. وقال نور أنّ قائمة مرشحي حزب غد الثورة تضم نقابين وإعلاميين كبار. وقد انضمّ النائب السابق عن حزب الوفد محمد عبد العليم، إلى الحزب الجديد. وادّعى نور أن حزب غد الثورة يحتل المرتبة الثانية بعد حزب الحرية والعدالة، في قوائم التحالف الديمقراطي.

## التأسيس
تم تأسيس حزب غد الثورة بموجب حكم محكمة القضاء الإداري في الطعن رقم 44139 في 10/10/2010 بعد رفض لجنة شئون الأحزاب إنشاء الحزب لوجود اسم أيمن نور ضمن الوكلاء المؤسسين وهو ممنوع من مباشرة حقوقه السياسية فتم إصدار الحكم بإنشاء الحزب بعد استبعاد اسمه وتوكيلاته.
وقال المحلل الاقتصادي عز النجار وهو وكيل مؤسسين أن الموافقة على تأسيس الحزب جاءت «بعد صراع طويل مع السلطة وأتباع السلطة وأشباه السلطة، وبعد الطعن المقدم ضد قرار لجنة شئون الأحزاب».

## المواقف

### البيان الأول
صدر أوّل بيان يوم 10 أكتوبر 2011، وتضمّن ما يلي:
- المطالبة بإقالة حكومة عصام شرف، لعجزها عن توفير الحد الأدنى من الأمن
- استنكار أن تُزهق أرواح المصريين بلا ثمن، معتبراً أن الدم المصري خط أحمر.
- التأكيد على ضرورة تشكيل حكومة جديدة ووطنية، تُمثل كل القوى السياسية، على حدّ قوله: «أننا في مصر نرى الحكومة وهى لاتحكم، ويحكم المجلس العسكرى ولا نراه»، كما حذّر المجلس العسكري من اتّخاذ قرارات وإجراءات غير مدروسة.
- انتقاد اقتحام بعض القنوات الفضائية، قائلاً «أن سلوك الإعلام المصرى في التعامل مع الأزمة مُشين وتحريضى يؤدى إلى كارثة». (انظر أحداث ماسبيرو)
- المطالبة بأن يتم التعامل بتجرد وفقاً للقانون في الحالات الإجرامية والطائفية، فضلاً عن التعامل مع من ارتكب جريمة.
- المطالبة بأن تُشكل لجنة حقوقية لمعرفة بواعث الحريض وأسباب المشكلة، ليُدين بالقطع كل من له سلطة القرار ولم يحول دون وقوع الكارثة.
- المطالبة بانسحاب الشرطة العسكرية وأن تحل قوات الأمن المركزي محلّها، لأنّ «قوات الجيش غير مُدربة على التعامل مع إحتجاجات الجماهير».
- الحثّ على ضرورة أن تستفيد الحكومة القادمة من خريجى كليات الحقوق، بعد تأهيلهم للعمل في قطاع الأمن.
- التمسّك بمبدأ الوسطية والليبرالية، وقبول الأخر.
- التعاون مع الجميع لوضع برنامج لأولويات المرحلة الانتقالية، من أجل الإسراع بنقل السلطة للمدنيين.
- التعليق على المنهج المتبع من المجلس العسكري بأنّه «فيه كثير من العناد والتكبر»، محذراً من عدم تغييره، قائلاً: «إذا لم يُغير المجلس منهجه، فعليه أن يُفسح المجال لغيره».